# أمبير كوب
أمبير كوب (بالإنجليزية: Amber Cope)‏ هي سائقة سباق أمريكية، ولدت في 18 أغسطس 1983 في بويالوب في الولايات المتحدة.

## وصلات خارجية
- الموقع الرسمي
- أمبير كوب على موقع Racing-Reference.info (الإنجليزية)